# Incidente di Xi'an

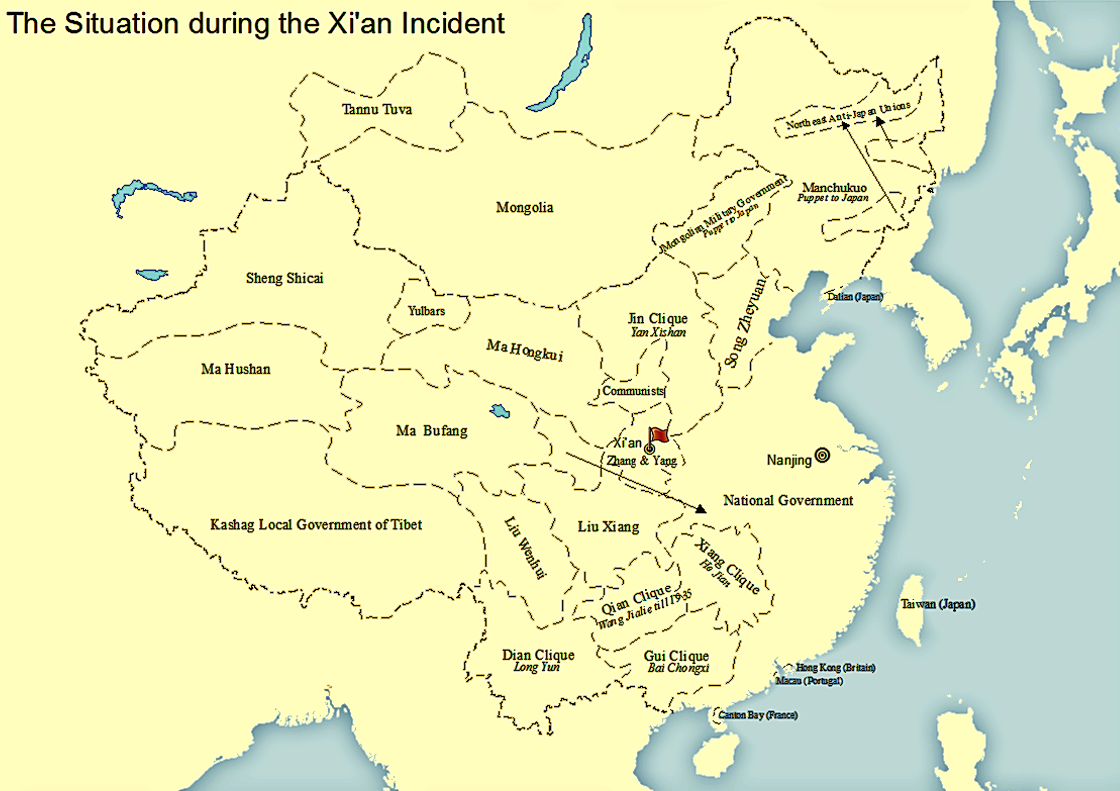
Mappa della situazione politica in Cina, durante l'incidente di Xi'an, nel dicembre 1936

L'incidente di Xi'an, precedentemente romanizzato come Incidente di Sian, fu una crisi politica che ebbe luogo a Xi'an, nello Shaanxi, nel 1936.
Chiang Kai-shek, leader del Governo nazionalista della Cina, venne arrestato dai suoi generali subordinati Zhang Xueliang e Yang Hucheng, al fine di costringere il governo del Partito Nazionalista cinese (Kuomintang o KMT) a cambiare le sue politiche riguardanti l'Impero del Giappone ed il Partito Comunista Cinese (PCC).
Prima dell'incidente, Chiang Kai-shek seguiva una strategia di "prima pacificazione interna, poi resistenza esterna", che comportava l'eliminazione del PCC e la pacificazione del Giappone per concedere il tempo alla modernizzazione della Cina e delle sue forze armate. Dopo l'incidente, Chiang si schierò con i comunisti contro i giapponesi. Tuttavia, quando Chiang arrivò a Xi'an il 4 dicembre 1936, i negoziati per un fronte unito erano in corso da due anni. La crisi si concluse dopo due settimane di trattative, durante le quali Chiang venne infine rilasciato e tornò a Nanchino, accompagnato da Zhang. Chiang accettò di porre fine alla guerra civile in corso contro il PCC ed iniziò a prepararsi attivamente per l'imminente guerra con il Giappone.

## Antefatti

### L'invasione giapponese della Manciuria
Nel 1931 l'Impero giapponese continuò ad intensificare l'aggressione contro la Cina attraverso l'Incidente di Mukden e l'invasione giapponese della Manciuria. Il "Giovane Maresciallo" Zhang Xueliang, che era succeduto a suo padre come capo della Cricca del Fengtian e dell'Esercito nordorientale in quella regione, venne ampiamente criticato per la perdita del suo territorio contro l'esercito imperiale giapponese. In risposta Zhang si dimise e fece un viaggio in Europa.

### I conflitti tra nazionalisti e comunisti
All'indomani della Spedizione del Nord del 1928, la Cina venne nominalmente unificata sotto l'autorità del governo nazionalista di Nanchino. Contemporaneamente, il governo nazionalista epurò violentemente i membri del PCC nel Kuomintang, ponendo effettivamente fine all'alleanza tra le due parti. A partire dagli anni '30, il governo nazionalista lanciò una serie di campagne contro il PCC. Nel frattempo, l'imminente guerra contro il Giappone provocò disordini e ondate di nazionalismo in tutto il paese. Di conseguenza, le campagne contro il Partito Comunista stavano diventando sempre più impopolari.
Alla fine del 1935 i comunisti avevano evitato per un pelo la distruzione durante la loro Lunga Marcia ed avevano iniziato a stabilirsi in una nuova area di base al confine tra le province del Gansu e del Ningxia. Vennero assediati da un certo numero di eserciti nazionalisti, tra cui l'Esercito nordoccidentale sotto Yang Hucheng e l'Esercito nordorientale, a cui Zhang Xueliang venne riassegnato come comandante dopo il suo ritorno da un viaggio in Europa. Inizialmente gli eserciti nazionalisti non diedero alcun preavviso alle esortazioni comuniste alla guerra contro il Giappone, ma la situazione iniziò a cambiare a causa della "spedizione orientale" dell'Armata Rossa da febbraio ad aprile 1936. I comunisti dichiararono che stavano inviando un distaccamento attraverso lo Shanxi per combattere i giapponesi nel Rehe e nell'Hubei. Lasciare passare l'Armata Rossa avrebbe rotto l'accerchiamento, quindi Yan Xishan li fermò con la forza. Sebbene sconfitta militarmente, l'Armata Rossa aveva convinto i contadini dello Shanxi del loro patriottismo e guadagnato 8 000 nuove reclute durante la ritirata. Anche Zhang Xueliang ne rimase colpito ed iniziò a considerarli potenziali alleati piuttosto che nemici. Quando il 14 marzo Mao annunciò che i comunisti erano disposti a concludere una tregua, Zhang accettò segretamente. Propose a Chiang Kai-shek d'invertire la politica nazionalista di dare priorità all'epurazione dei comunisti, concentrandosi invece sulla preparazione militare contro l'aggressione giapponese. Dopo che Chiang si rifiutò, Zhang iniziò a pianificare un colpo di stato in "gran segreto". Nel giugno 1936, venne raggiunto l'accordo segreto tra Zhang e il PCC.

## Eventi

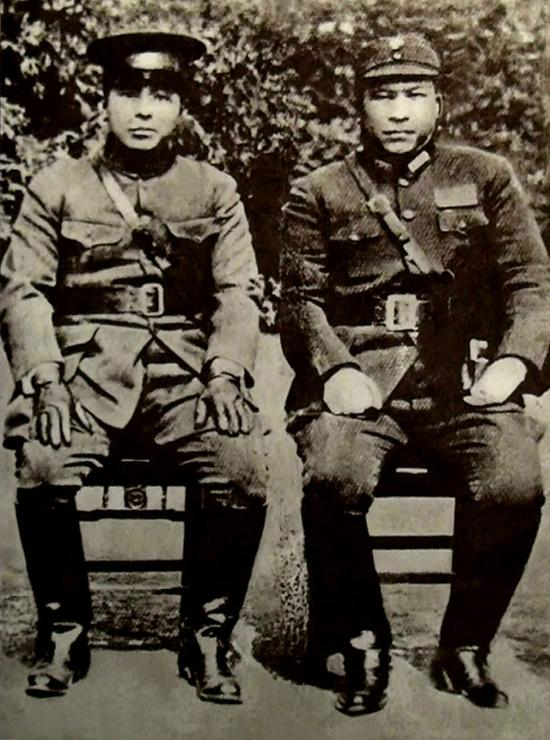
Zhang Xueliang e Yang Hucheng nel 1936

Nel novembre 1936, Zhang disse a Chiang di venire a Xi'an e parlare con le truppe che non volevano più combattere le forze comuniste. Dopo che Chiang acconsentì, Zhang informò Mao Zedong, che definì il piano "un capolavoro". Il 12 dicembre 1936, le guardie del corpo di Zhang Xueliang e Yang Hucheng presero d'assalto la capanna dove Chiang stava dormendo. Chiang riuscì a scappare ma subì un infortunio nel processo. Alla fine venne arrestato al mattino dalle truppe di Zhang. Venne immediatamente inviato a Nanchino un telegramma per chiedere l'immediata fine della guerra civile contro il PCC e la riorganizzazione del governo nazionalista espellendo le fazioni filo-giapponesi ed adottando una posizione anti-giapponese. Mentre si svolgevano rapporti conflittuali, il governo nazionalista di Nanchino andò in crisi.

### I negoziati per il rilascio
Molti giovani ufficiali dell'esercito nord-orientale chiesero che Chiang venisse ucciso. Tuttavia, sia Zhang che i comunisti insistettero perché fosse tenuto in vita e che la loro intenzione fosse "solo quella di cambiare la sua politica". Se Chiang fosse stato ucciso, avrebbe rovinato ogni possibilità di formare un fronte unito contro il Giappone. Le risposte al colpo di stato da parte di esponenti nazionalisti di alto livello a Nanchino furono divise. La Commissione per gli affari militari guidata da He Yingqin raccomandò una campagna militare contro Xi'an ed inviò immediatamente un reggimento per occupare Tongguan. Song Meiling e Kong Xiangxi erano fortemente favorevoli a negoziare un accordo per garantire la sicurezza di Chiang.
Il 16 dicembre, Zhou Enlai e Lin Boqu arrivarono a Xi'an per rappresentare il PCC nei negoziati. All'inizio, Chiang era contrario a negoziare con un delegato del PCC, ma ritirò la sua opposizione quando divenne chiaro che la sua vita e la sua libertà dipendevano in gran parte dalla buona volontà comunista nei suoi confronti. A influenzare la sua decisione fu anche l'arrivo di Madame Chiang il 22 dicembre, che si era recata a Xi'an sperando di ottenere il suo rapido rilascio, temendo l'intervento militare delle fazioni all'interno del Kuomintang. Il 24 dicembre, Chiang ricevette Zhou per un incontro, la prima volta che i due si videro da quando Zhou aveva lasciato l'Accademia militare di Whampoa più di dieci anni prima. Zhou iniziò la conversazione dicendo: "Nei dieci anni da quando ci siamo incontrati, sembra che tu sia invecchiato molto poco". Chiang annuì e disse: "Enlai, tu eri il mio subordinato. Dovresti fare quello che dico". Zhou rispose che se Chiang avesse fermato la guerra civile e avesse invece resistito ai giapponesi, l'Armata Rossa avrebbe accettato volentieri il comando di Chiang. Alla fine dell'incontro, Chiang promise di porre fine alla guerra civile, di resistere insieme ai giapponesi e d'invitare Zhou a Nanchino per ulteriori colloqui.

## Conseguenze
L'incidente di Xi'an fu un punto di svolta per il PCC. Venne così affermata la supremazia di Chiang sugli affari politici e militari in Cina, mentre il PCC fu in grado di espandere le proprie forze sotto il Secondo Fronte Unito, che in seguito giocò un ruolo nella rivoluzione comunista cinese.
Zhang venne tenuto agli arresti domiciliari per oltre 50 anni prima di emigrare alle Hawaii, nel 1993, mentre Yang venne imprigionato ed infine giustiziato per ordine di Chiang Kai-shek nel 1949, prima della ritirata nazionalista a Taiwan.